# Anne L'Huillier
Anne Geneviève L'Huillier ([an lɥi.je]; sinh ngày 16 tháng 8 năm 1958) là một nhà vật lý học người Thụy Điển-Pháp,. và giáo sư về vật lý nguyên tử tại Đại học Lund ở Thụy Điển. Bà là trưởng nhóm vật lý atto giây nghiên cứu chuyển động của electron trong thời gian thực, được sử dụng để hiểu các phản ứng hóa học ở cấp độ nguyên tử. Năm 2003, bà và nhóm của mình đã lập kỷ lục thế giới về xung laser nhỏ nhất 170 atto giây. Bà đã được trao nhiều giải thưởng vật lý uy tín khác nhau bao gồm giải Wolf Vật lý năm 2022 và giải Nobel Vật lý năm 2023 cùng với Pierre Agostini và Ferenc Krausz.